# Helsingborgs Gummifabrik AB

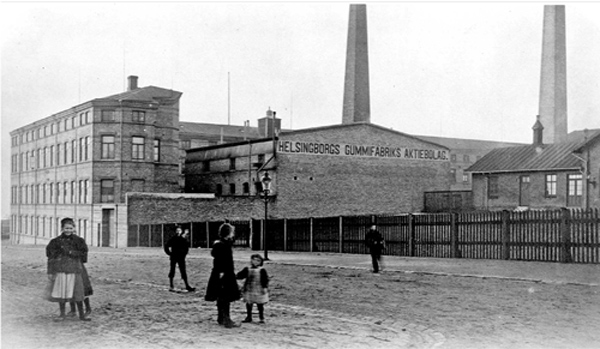
Helsingborgs Gummifabrik 1901

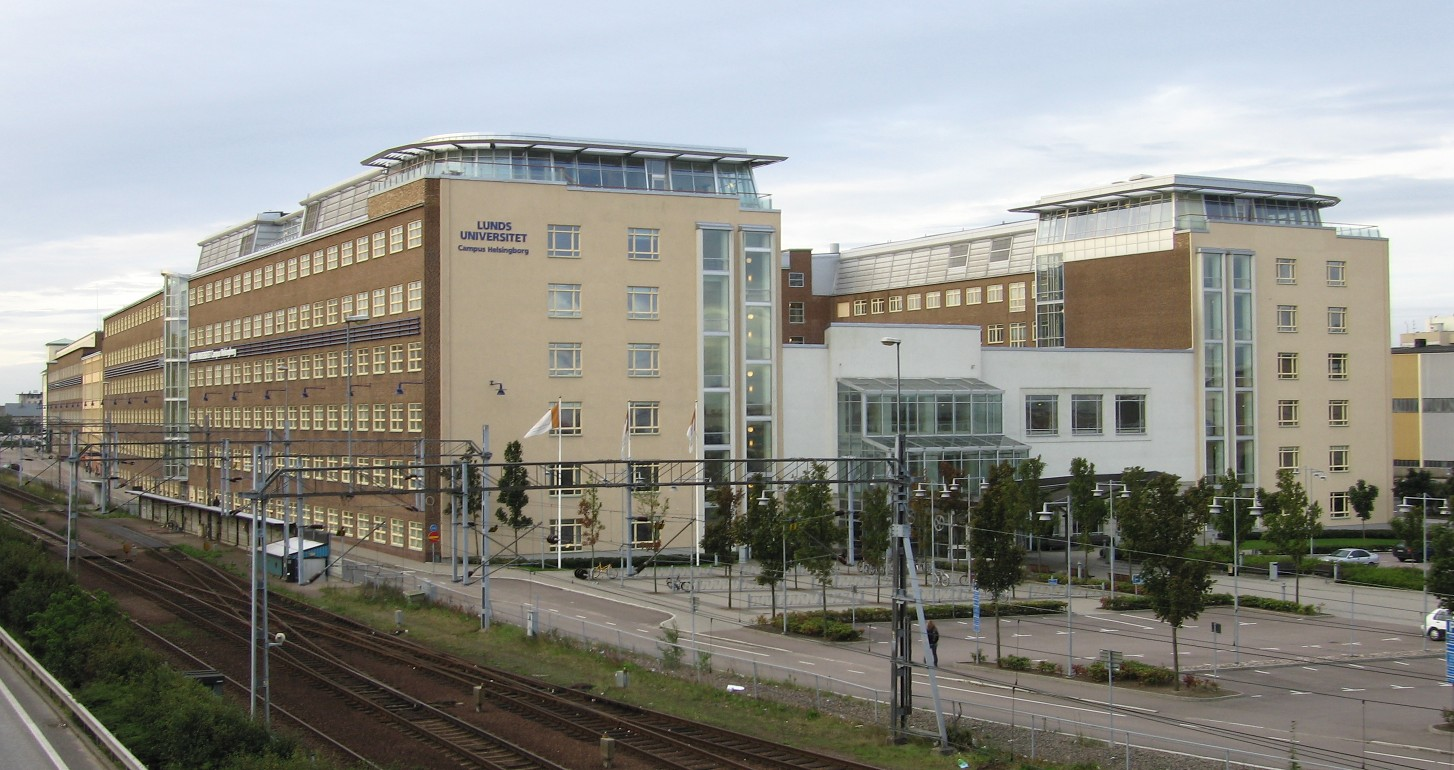
Gummifabriken i Helsingborg, nu lokaler för bland annat Campus Helsingborg.

Helsingborgs Gummifabriks AB var ett svenskt gummiindustriföretag. Det under en stor del av 1900-talet den i särklass största arbetsplatsen i Helsingborg, med som mest över 3.000 anställda, varav en stor andel kvinnor.
Företaget grundades 1891 på initiav av Johan Dunker, en dansk hamningenjör med tyskt påbrå. Flera inflytelserika helsingborgare, med Petter Olsson i spetsen, sköt till pengar till projektet. I ledningen för företaget fanns redan från början Johan Dunkers son Henry Dunker. 
Företagets huvudprodukt var galoscher. I början brottades föetaget med stora kvalitetsproblem. Henry Dunker begav sig då till Ryssland för att studera gummiindustrin där. I Riga blev han bekant med kemisten Julius von Gerkan och övertalade honom att flytta till Helsingborg för att hjälpa till med att utveckla fabrikens produkter. Efter hand övervanns de största svårigheterna och inom loppet av de närmaste decennierna blev företaget den dominerande aktören på den svenska gummimarknaden, bland annat genom förvärv av gummifabriken i Trelleborg, sedermera Trelleborg AB. Varumärket Tretorn inregistrerades 1912, och 1934 ombildades hela koncernen under namnet AB Tretorn. Henry Dunker, som redan 1894 hade övertagit ledningen för hela företaget, blev dess disponent och högste chef ända fram till sin bortgång 1962.
Med tiden vidgades sortimentet från att huvudsakligen ha bestått av galoscher till att även innefatta stövlar, ytterskor, gummihandskar, tennisbollar och badmössor. En betydande del av produktionen gick på export. Helsingborgs Gummifabrik svarade under en tid för mer än hälften av hela den samlade svenska importen av kautschuk.
Från och med 1960-talet började företaget allt mer känna av konkurrens från utlandet. Lönsamheten försämrades och i olika etapper skars personalstyrkan ner. År 1979 upphörde verksamheten och därmed gick en långvarig industriepok i graven. 600 personer blev uppsagda i samband med nedläggningen. Stöveltillverkningen fortsatte i mindre skala under namnet Stövel AB Tre Torn, senare namnändrat till Sweden Boots. Inom Puma-koncernen lever varumärket Tretorn fortfarande kvar som benämning på företagets stövlar. 
Arkivet efter Helsingborgs Gummifabrik förvaras sedan 2007 på Skånes Näringslivsarkiv i Helsingborg. Här finns ekonomiska handlingar, protokoll, personalhandlingar, korrespondens, reklam och varuprover. 
De tidigare fabrikslokalerna i Helsingborg benämns idag Tretornfabriken och huserar sedan 2001 Lunds universitets Campus Helsingborg, samt sedan 2007 också affärscentrum Mindpark..